# Vilaiete da Salonica
O Vilaiete da Salonica (em turco otomano: ولايت سلانيك, Vilâyet-i Selânik) foi um Vilaiete do Império Otomano criado em 1867, e que desapareceu em 1913. Sua capital era a cidade de Salonica.

## História

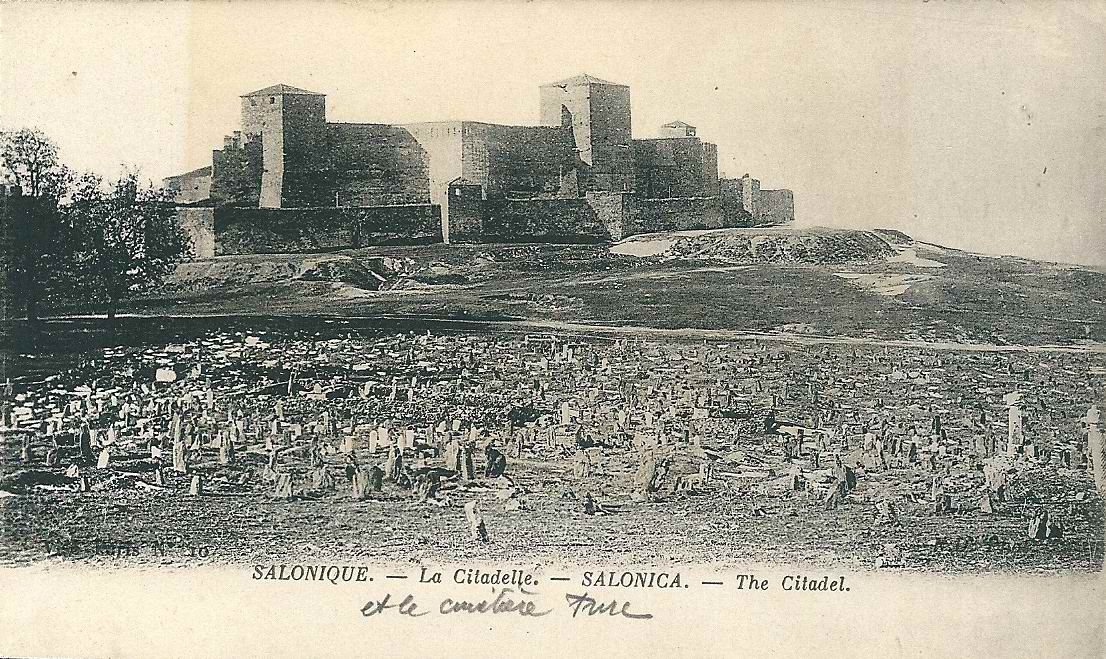
Salonica: a cidadela e o cemitério turco antes de 1919

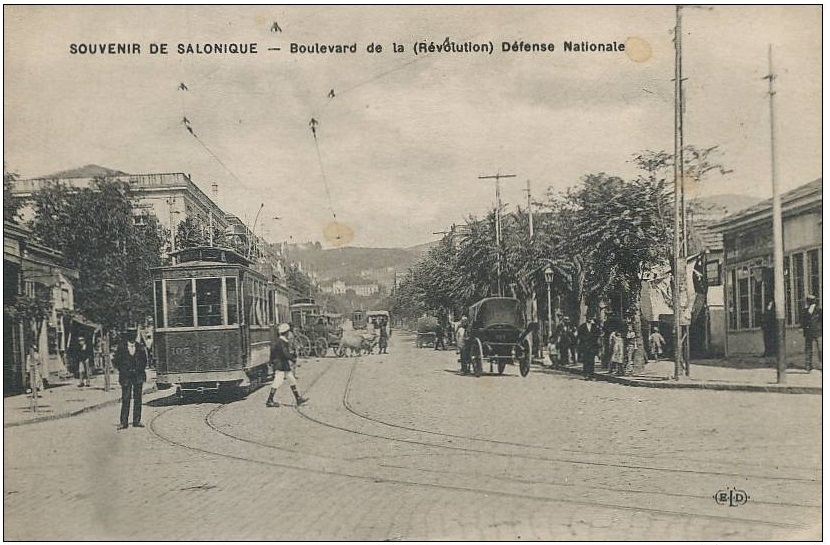
Salonica: o Boulevard da Revolução e o bonde por volta de 1908-1912

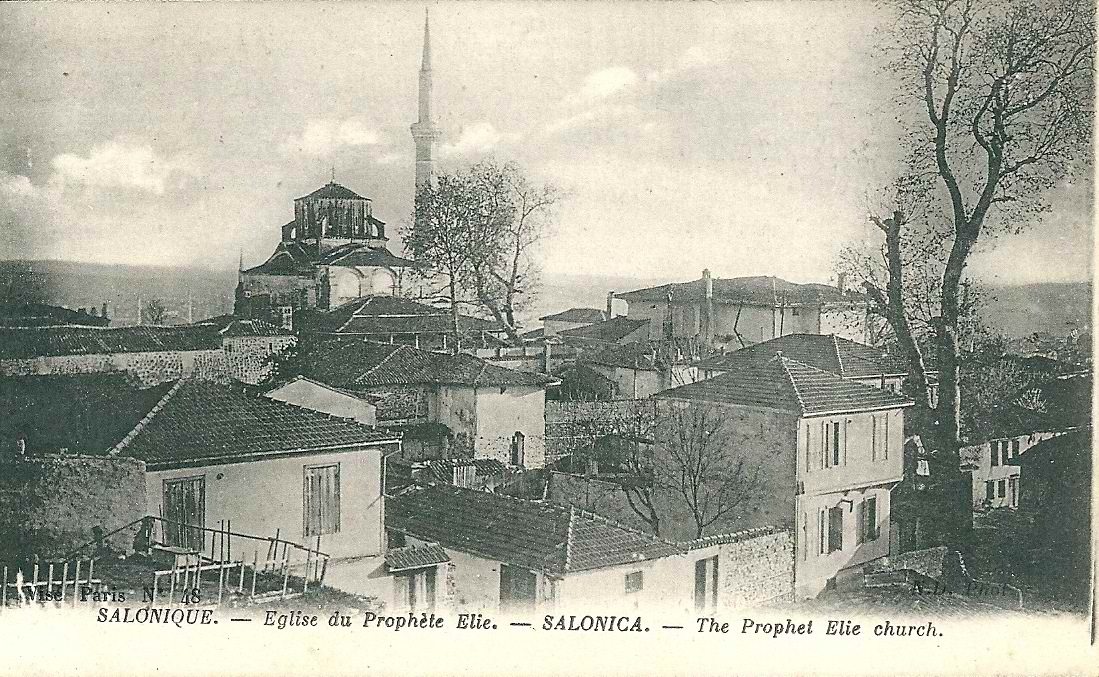
Salonica: a igreja do profeta Elias antes de 1919

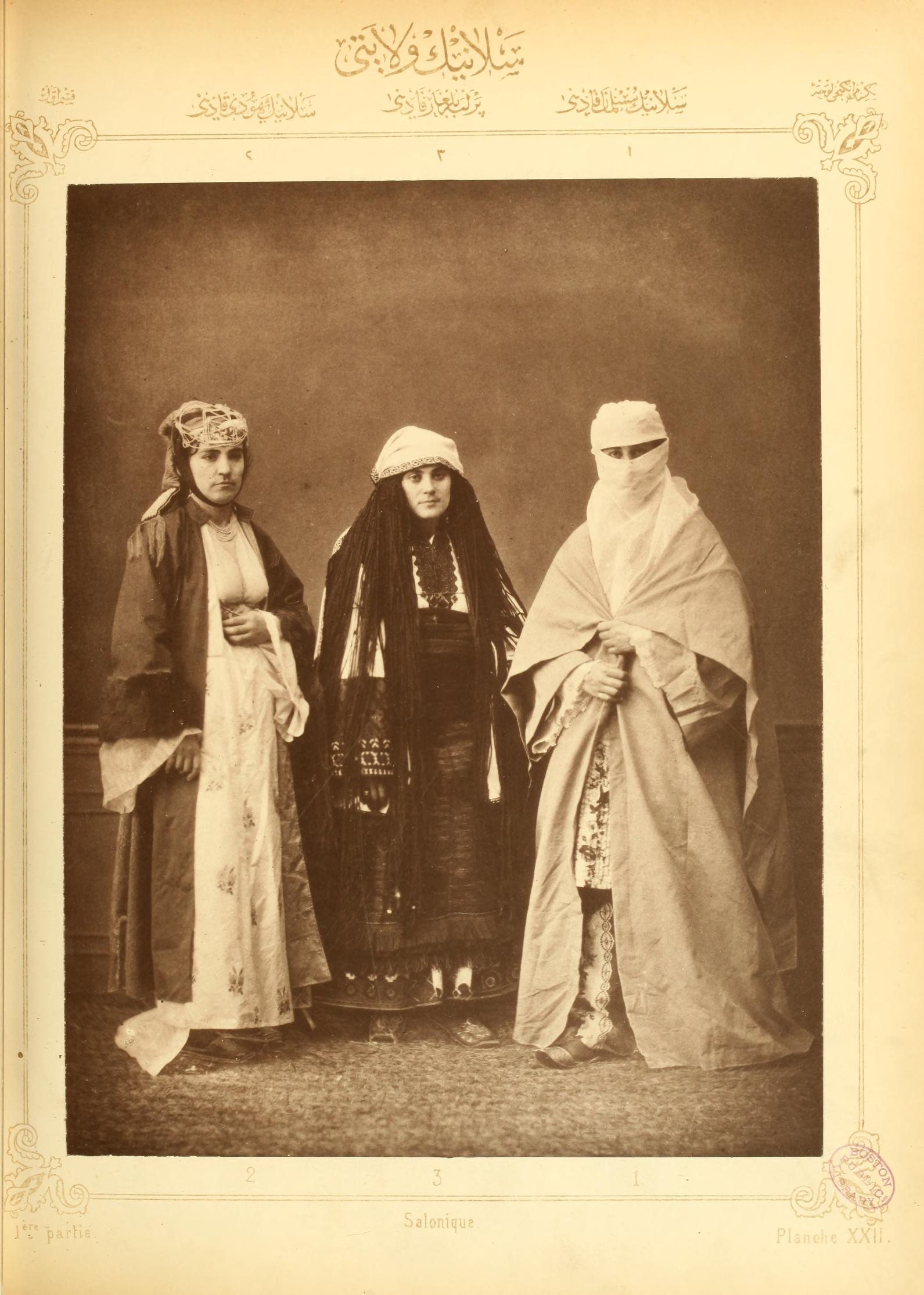
Trajes do Vilaiete da Salonica: Mulher búlgara de Prilep, judia e muçulmana - pavilhão otomano na Feira Mundial de Viena em 1873

Salonica era um dos centros industriais mais dinâmicos do império. Foi conectada por ferrovia a Constantinopla em 1888, a Belgrado e a Europa Central em 1896, adquiriu moderna infraestrutura portuária confiada a uma empresa francesa, a Compagnie des Quais de Salonique, em 1897. A produção rural declinou : a província possuía 2.125 teares no início do século XIX e apenas 16.500 (fora da cidade) no final da década de 1880. Por outro lado, as empresas industriais se multiplicaram: cerca de trinta foram criadas no período de 1878- 1883, destilaria, fábricas de sabão, fábricas de móveis, moinhos de farinha, fiações, etc. Fábricas têxteis, trabalhando com lã e algodão, multiplicaram-se em Salonica e sua região no início do século XX. Seu equipamento não era muito eficiente, mas o governo os isentava de impostos para resistir à concorrência estrangeira. Forneceram cerca de um quarto dos tecidos de algodão consumidos na Macedônia e na Albânia, sendo o restante importado e exportavam para a Sérvia, a Bulgária e as Ilhas Egeias. Os tecelões da Salonica, organizados em sindicatos, recebiam salários três vezes mais altos do que as mulheres que trabalhavam nas fábricas de fiação das pequenas cidades da província. A fiação da seda, desenvolvida a partir de 1829, transformou a produção nas fábricas de seda francesas. No entanto, a poluição do ar levou as fábricas a serem transferidas para aldeias próximas por volta de 1860. No final do século 19, a produção de seda diminuiu, vítima da doença do bicho da seda, e pelo aumento dos salários e da concorrência de países do Extremo Oriente. A indústria do tabaco que assumiu, em Salonica, mas especialmente nas regiões de Kavala e Xánthi, que pertenciam ao vilaiete de Adrianópolis. As fábricas da Autoridade Tabaco do Império Otomano, co-interessada, produziam 16 milhões de cigarros por dia em 1890.
Os empresários costumam pertencer a minorias étnicas e religiosas (milheto): Gregos em Veria, Niausta e Edessa, albaneses em Skopje, judeus em Salonica, como a grande família Allatini . Engenheiros geralmente são estrangeiros, especialmente italianos. Os trabalhadores, homens e mulheres, eram frequentemente gregos, búlgaros ou judeus no Vilaiete de Salonica. A força de trabalho era móvel e organizada para exigir melhores salários: as greves se sucederam desde 1904 e poderosas associações sindicais foram criadas por volta de 1910 .
O dinamismo econômico da região não impediu uma forte emigração para os Estados Unidos: o jornalista americano John Reed, visitando Salonica em 1915, ficou impressionado com o número de habitantes que viveram ou tinham família na América .
Salonica foi o principal centro do movimento de oposição modernista que tomou o poder durante a revolução dos jovens turcos em 1908-1909. Em 24 de julho de 1908 os oficiais da União e do Comitê de Progresso ocuparam prédios públicos e proclamaram a restauração da Constituição de 1876, dando origem a confraternização efêmera entre os soldados turcos e seus oponentes no dia anterior, nacionalistas Grego e búlgaro.
A cidade também foi o berço do socialismo otomano, desenvolvido pela primeira vez na minoria búlgara antes de se espalhar para outras comunidades; a Federação Socialista dos Trabalhadores de Salonica reagrupou 14 sindicatos em 1910; mas o projeto socialista da confederação dos Balcãs não pôde impedir as guerras dos Balcãs de 1912 e 1913.
O Vilaiete da Salonica desapareceu em 1913, após a Primeira Guerra dos Balcãs . Seu território foi dividido entre o Reino da Bulgária, o Reino da Grécia (que obtém a maior parte dele) e o Reino da Sérvia . 

## Subdivisões
O vilaiete era dividido em três, depois quatro sanjacos (condados):
- Sanjaco da Salonica   : Kassandra Kaza, Veria, Edessa, Giannitsá, Langadas, Kilkís, Kateríni, Monte Athos, Stroumitsa, Kavadartsi, Guevgueliya).
- Sanjaco de Serres  : praça de Serrès, Nea Zichni, Demirhisar, Razlık, Cuma-yı Bala, Nevrekop
- Sanjaco de Dráma  : Kaza de Drama, Cavala, Sarışaban, Pravişte, Devin.
- Sanjaco de Thásos destacado do de Dráma.

## Dados Demográficos
De acordo com o censo otomano de 1881-1882, o Vilaiete tinham uma população total de 1.009.992 pessoas, constituídas etnicamente como: 
- Muçulmanos - 450.456
- Gregos - 282.013
- Búlgaros - 231,606
- Judeus - 41.984
- Católicos - 2.654
- Protestantes - 329
- Armênios - 48
- Cidadãos estrangeiros - 1.272

De acordo com o censo otomano de 1906/07, os vilayet tinham uma população total de 921.359 pessoas, constituídas etnicamente como: 
- Muçulmanos - 419.604
- Gregos Ortodoxos - 263.881
- Búlgaros Ortodoxos - 155.710
- Judeus - 52.395
- Valáquia ( Vlachs ) - 20.486
- Ciganos - 4.736
- Gregos Católicos - 2.693
- Armênios orientais - 637
- Protestantes - 329
- Armênios católicos - 58
- Latinos - 31
- Sírios - 4
- Cidadãos estrangeiros - 795

Segundo uma estimativa de Aram Andonian em 1908, havia a seguinte distribuição étnica no vilaiete:
- Búlgaros ortodoxos - 446.050
- Turcos Muçulmanos - 333,440
- Gregos Ortodoxos - 168.500
- Búlgaros muçulmanos - 98.590
- Judeus - 55.320
- Vlachs ortodoxos - 24.970
- Ciganos muçulmanos - 22.200
- Misto - 16.320